# Osservatorio di Dax
L'Osservatorio di Dax è un osservatorio astronomico ottico situato nel comune francese di Dax, città nota dall'antichità sita in Nuova Aquitania. Fondato nel 1976, nel 1982 è divenuto il primo planetario in Francia fondato da astronomi amatoriali.
La struttura è affiliata alla Société astronomique de France ed è registrata presso il Minor Planet Center con codice identificativo 958
Fondato dall'astronomo amatoriale Philippe Dupouy, l'osservatorio ha il merito di essere stato il primo plesso osservativo presso cui sia stata scoperta una cometa ad opera di amatori; la cometa in oggetto, la C/1997 J2 (Meunier-Dupouy), è stata scoperta nel 1997 da Dupony e dal collega Michel Meunier utilizzando una fotocamera CCD telecomandata.
Unitamente alla cometa, l'osservatorio ha contribuito a scoprire due asteroidi, 175726 Borda e 44263 Nansouty, e ad acquisire immagini di prescoperta dell'asteroide 1998 QQ53.

## Strumenti
La strumentazione a disposizione dell'osservatorio, di buona qualità se comparata con l'astronomia amatoriale media, consente di effettuare osservazioni di corpi minori e divulgazione scientifica. Tra l'equipaggiamento in dotazione si evidenziano:
- Un telescopio riflettore da 318 mm. Tale strumento è controllato a distanza.
- Un riflettore da 250 mm.
- Due riflettori da 200 mm:  T2000 e l'LX200.
- Un Dynatron da 8 pollici.
- Un rifrattore Unitron con un diametro di 128 mm.
- Quattro riflettori da 115 mm/900.